# Грабово (Закарпатская область)
Грабово (укр. Грабово) — село в Кольчинской поселковой общине Мукачевского района Закарпатской области Украины.
Население по переписи 2001 года составляло 146 человек. Почтовый индекс — 89630. Телефонный код — 3131. Занимает площадь 0,601 км². Код КОАТУУ — 2122786603.